# Sopp’scher Pavillon

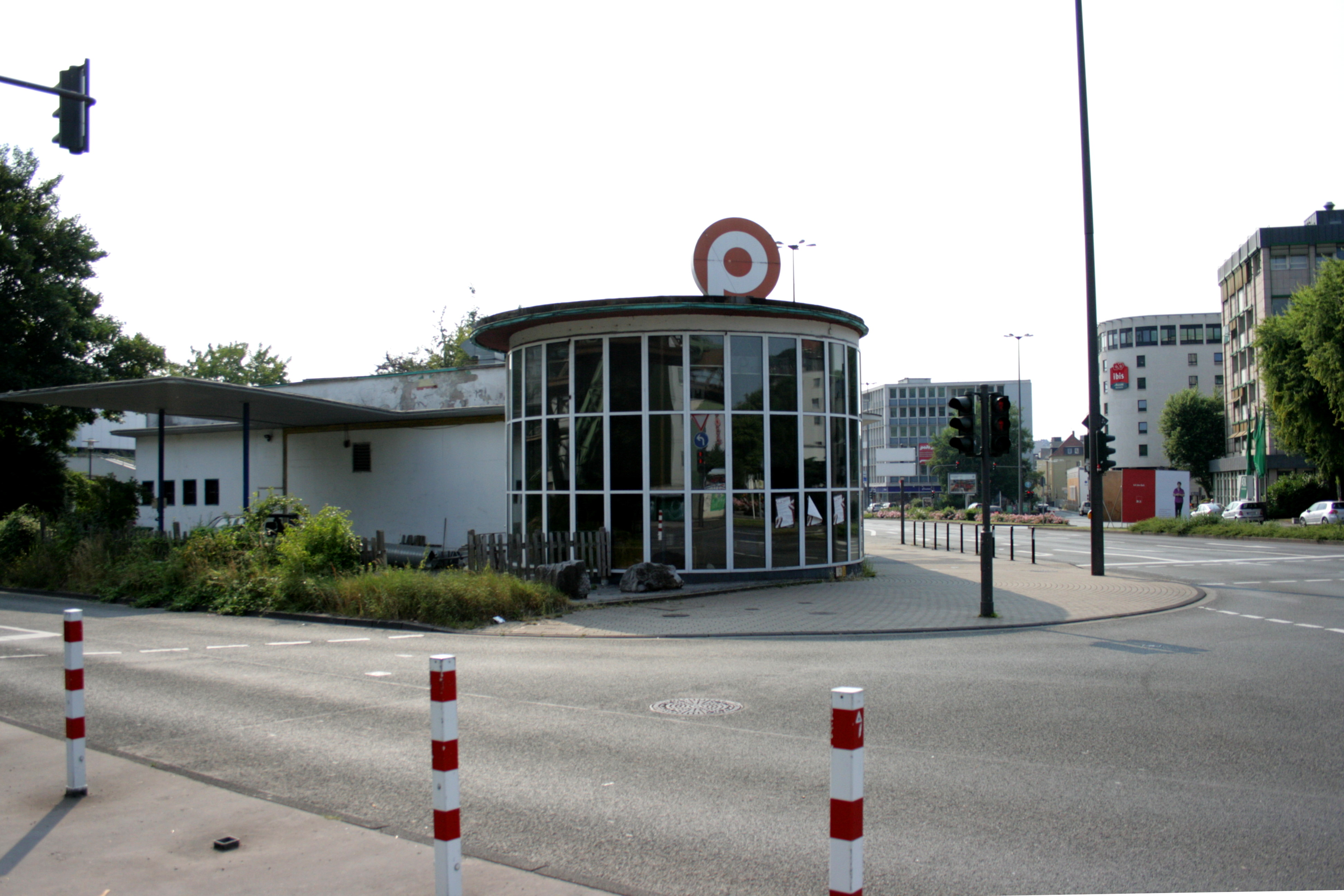
Der Sopp’sche Pavillon an der Bundesallee

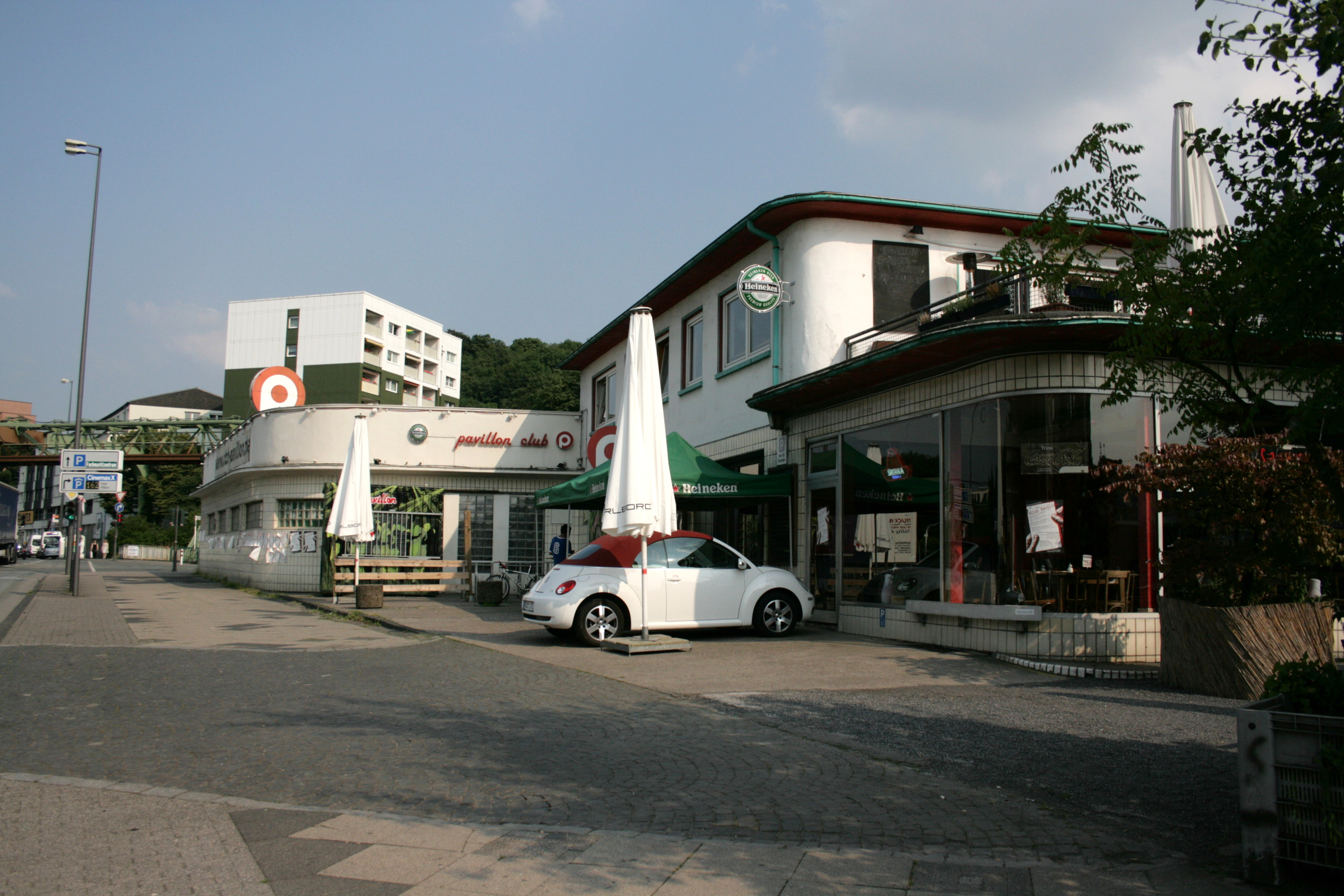
Gerundete Gebäudekanten des Nierentisch-Zeitalters

Der Sopp’sche Pavillon (meist nur Pavillon) ist ein ehemaliger Automobilsalon und eine Werkstatt aus den 1950ern in Wuppertal-Elberfeld, der seit 1998 unter Denkmalschutz steht.

## Geschichte
Die ehemalige Tankstelle wurde 1954 durch den Grundstückseigentümer und Bauherrn Adam Kals und Wilhelm Sopp an der damals neu gebauten Hauptstraße Bundesallee errichtet und befindet sich in unmittelbarer Nähe des Schauspielhauses, das 1964 bis 1966 errichtet wurde.
Bis Ende der 1980er Jahre befand sich im Gebäude ein Verkaufsraum für Motorräder der Marken BMW und Kawasaki.
1991 ging das Gebäude von Ilse Sopp (daher die noch heute in Wuppertal geläufige Kennzeichnung als „Sopp’scher Pavillon“) durch Erwerb ins städtisches Eigentum über. Am 22. Dezember 1998 wurde das Gebäude in die Denkmalliste der Stadt Wuppertal eingetragen.
Vom Pächter, der einen Zehn-Jahres-Vertrag erhalten hatte, wurde ab November 2000 das Gebäude als Diskothek und Musikcafé / Bistro genutzt, in den Sommermonaten wurde auch Außenbewirtschaftung in einem Biergarten angeboten.
Im August 2012 wurde die Schließung des Diskothekenbetriebs nach elf Jahren verkündet. Als Grund für das Betriebsende wurde unter anderem der auslaufende Pachtvertrag mit der Stadt Wuppertal und die geänderte GEMA-Gebührenordnung, die ab dem 1. Januar 2013 gelten sollte, genannt. Der Betrieb wurde mit dem Einstieg von Geschäftsführer Sascha Richter im August 2012 letztlich doch aufrechterhalten und der Club ab Oktober 2012 unter dem Namen „Diskothek B7“ weitergeführt. Die Zukunft des Bistros „Glaspalast Pavillon“, der zuletzt durch einen Unterpächter betrieben wurde, war noch ungewiss.
Anfang 2013 ist die Metalkneipe UNDERGROUND von der Südstadt in das Bistro umgezogen und betreibt seitdem dort ihre "Metalkneipe und mehr", inklusive Biergarten, Live-Konzerten, Poetry Slam, Lesungen, Ausstellungen, veganen Mitbring-Buffets und einigen weiteren Veranstaltungen. Zwei Jahre später übernahm das UNDERGROUND 2015 auch den restlichen Gebäudeteil und nutzt die ehemalige Diskothek nun als Event-Floor für besondere Veranstaltungen wie größere Konzerte und um den steigenden Gästezahlen bei Poetry Slam und veganem Buffet mehr Platz zu bieten.

## Architektur
Dem zweigeschossigen Baukörper der großen Autowerkstatt ist an der westlichen Seite ein eingeschossig vorspringender, großflächig verglaster Verkaufskiosk vorgelegt. Dieses Gebäude (Bundesallee 268) wurde 1956 nach Osten hin durch eine Wagenpflegestation mit Tankstelle erweitert.
Der Anbau (Bundesallee 274) wird zur Wupper hin durch die weit vorkragende Zapfsäulenüberdachung, zur Bundesallee hin durch einen über halbkreisförmigem Grundriss errichteten, eineinhalbgeschossigen, filigran verglasten Eckpavillon als auffälligstes Bauglied des gesamten Gebäudes dominiert.
Gestalterische Details wie diese gerundeten und teilweise verglasten Eckausführungen sowie weite, dem Grundriss folgende Flachdachüberstände weisen die typische Formensprache der 1950er Jahre auf. Durch die einheitliche Formgebung fügen sich die beiden Baukörper zu einer homogenen Einheit zusammen.